# Benjamin Raich
Benjamin Raich detto Benni (Innsbruck, 28 febbraio 1978) è un ex sciatore alpino austriaco.
Atleta di punta della nazionale austriaca negli anni 2000, considerato uno dei migliori sciatori di sempre, nel suo palmarès spiccano due titoli olimpici a Torino 2006 (nello slalom gigante e nello slalom speciale), due titoli iridati individuali (nello slalom speciale e nella combinata a Bormio/Santa Caterina Valfurva 2005), una Coppa del Mondo generale, sei di specialità e una Coppa Europa; ha ottenuto 92 podi e 36 vittorie in Coppa del Mondo.

## Biografia
Nato a Innsbruck e originario di Lens di Arzl im Pitztal, è fratello di Carina e marito di Marlies Schild, a loro volta sciatrici alpine di alto livello. All'inizio della carriera era specialista dello slalom gigante e dello slalom speciale; in seguito si dedicò con buoni risultati anche alle prove veloci, in particolare al supergigante.

### Stagioni 1995-1998
Raich, attivo in gare FIS dal dicembre del 1994, esordì in Coppa Europa il 6 febbraio 1996 ad Altaussee, senza completare lo slalom speciale in programma; ai successivi Mondiali juniores di Hoch-Ybrig 1996 vinse la medaglia d'oro nella medesima specialità e grazie a tale titolo il 10 marzo poté esordire in Coppa del Mondo, senza completare la prova durante le finali di Lillehammer, a Hafjell.
Il 5 dicembre 1996 ottenne a Valloire in slalom gigante il suo primo podio in Coppa Europa (3º) e ai Mondiali juniores di Schladming 1997 si aggiudicò un'altra medaglia d'oro, questa volta in slalom gigante. Ancora a Valloire e ancora in slalom gigante Raich colse la sua prima vittoria in Coppa Europa, l'8 dicembre 1997; nel prosieguo della stagione prese parte ai Mondiali juniores del Monte Bianco, ai quali vinse tre medaglie d'oro (nello slalom gigante, nello slalom speciale e nella combinata), e a fine annata in Coppa Europa risultò vincitore sia della classifica generale, sia di quelle di slalom gigante e di slalom speciale.

### Stagioni 1999-2001
Il 7 e l'8 dicembre 1998 ottenne a Valloire in slalom gigante la sua ultima vittoria e il suo ultimo podio (3º) in Coppa Europa, mentre il 6 gennaio 1999 salì per la prima volta sul podio in Coppa del Mondo, classificandosi 3º in slalom speciale a Kranjska Gora, e il giorno dopo vinse la sua prima gara nel circuito, lo slalom speciale disputato in notturna sulla Planai di Schladming. Nel prosieguo della stagione s'impose in un'altra classica dello sci alpino, lo slalom speciale della Männlichen/Jungfrau di Wengen il 17 gennaio, ed esordì ai Campionati mondiali: nella rassegna iridata di Vail/Beaver Creek si classificò 5º nello slalom speciale e non completò lo slalom gigante. A fine stagione in Coppa del Mondo fu 10º nella classifica generale, con cinque podi (tre vittorie).
Nel 1999-2000 ottenne sette podi con due vittorie in Coppa del Mondo e nel 2000-2001, dopo aver conquistato la medaglia d'argento nello slalom speciale ai Mondiali di Sankt Anton am Arlberg (mentre non terminò lo slalom gigante), chiuse la stagione di Coppa del Mondo aggiudicandosi la sua prima Coppa del Mondo di slalom speciale, con 131 punti di vantaggio sul connazionale Heinz Schilchegger. I suoi podi stagionali furono otto, con quattro vittorie; tra queste, i prestigiosi slalom speciali della Männlichen/Jungfrau di Wengen (14 gennaio), della Ganslern di Kitzbühel (21 gennaio) e della Planai di Schladming (23 gennaio).

### Stagioni 2002-2004
Ai XIX Giochi olimpici invernali di Salt Lake City 2002, suo esordio olimpico, Raich vinse due medaglie di bronzo, nello slalom speciale e nella combinata, e si classificò 4º nello slalom gigante. Quell'anno in Coppa del Mondo, dopo aver ottenuto tre podi con una vittoria (lo slalom gigante della Podkoren di Kranjska Gora, il 21 dicembre), fu 2º nella classifica di slalom gigante, battuto dal francese Frédéric Covili di 42 punti.
Ai Mondiali di Sankt Moritz 2003 fu 9º nello slalom gigante e 4º nello slalom speciale. In quella stagione in Coppa del Mondo Raich ottenne cinque podi ma nessuna vittoria. In quella successiva invece si aggiudicò nuovamente gli slalom speciali di Wengen (18 gennaio) e di Schladming (il 27 gennaio) e chiuse al 3º posto sia la classifica generale, sia quella di slalom speciale.

### Stagioni 2005-2006
Nel 2005, dopo aver vinto la combinata del Trofeo del Lauberhorn a Wengen il 14 gennaio, ai Mondiali di Bormio/Santa Caterina Valfurva vinse cinque medaglie in cinque gare disputate: l'oro nello slalom speciale e nella combinata, l'argento nello slalom gigante e nella gara a squadre e il bronzo nel supergigante. Chiuse quindi la stagione 2004-2005 con undici podi in Coppa del Mondo (tre le vittorie, tra le quali nuovamente lo slalom gigante della Podkoren il 26 febbraio) e al 2º posto nella classifica generale, vinta dallo statunitense Bode Miller con 194 punti di vantaggio su Raich, che si aggiudicò le Coppe di specialità nello slalom gigante (con 3 punti in più di Miller) e nello slalom speciale (superando il compagno di squadra Rainer Schönfelder di 144 punti). Lo sciatore tirolese vinse anche, con 20 punti di vantaggio sul norvegese Lasse Kjus, la classifica della combinata, che all'epoca non prevedeva l'assegnazione di una coppa di cristallo.
Nella stagione 2005-2006 Raich ottenne una serie di prestigiose vittorie in Coppa del Mondo, tra le quali gli slalom giganti della Podkoren di Kranjska Gora (21 dicembre) e della Chuenisbärgli di Adelboden (7 gennaio) e le combinate del Lauberhorn a Wengen (13 gennaio) e dell'Hahnenkamm di Kitzbühel (22 gennaio). Ai XX Giochi olimpici invernali di Torino 2006 vinse la medaglia d'oro nello slalom gigante e nello slalom speciale, si piazzò 21º nel supergigante e non completò la combinata. A fine stagione si aggiudicò la Coppa del Mondo generale, precedendo con un ampio margine di 404 punti il norvegese Aksel Lund Svindal, e, per la seconda volta, quella di slalom gigante, con 39 punti di vantaggio sull'italiano Massimiliano Blardone; i suoi podi stagionali furono dodici, con sette vittorie, e chiuse al primo posto anche la classifica di combinata con 145 punti in più di Bode Miller e di Michael Walchhofer, secondi a pari merito.

### Stagioni 2007-2008
Nel 2007, dopo aver nuovamente vinto lo slalom gigante di Adelboden (6 gennaio) e lo slalom speciale di Schladming (20 gennaio), ai Mondiali di Åre conquistò la medaglia d'oro nella gara a squadre e quella d'argento in supercombinata; si piazzò inoltre 4º nello slalom speciale, mentre non completò lo slalom gigante. Al termine della stagione di Coppa del Mondo, dopo aver vinto ancora una volta lo slalom gigante di Kranjska Gora (3 marzo) e aver totalizzato dieci podi (sei le vittorie), si aggiudicò la sua terza Coppa del Mondo di slalom speciale (con 5 punti più di un altro austriaco, Mario Matt) e si classificò al 2º posto nella graduatoria generale, preceduto di 13 punti da Svindal.
La stagione 2008 si chiuse per Raich con un altro 2º posto in classifica generale, anche questa volta dietro a Miller (di 111 punti), pur rimanendo l'unico atleta a contendere la coppa di cristallo allo statunitense fino alle finali di Bormio. Fu 2º anche nella classifica di slalom gigante vinta da un altro statunitense, Ted Ligety, con 47 punti di margine; i podi stagionali di Raich furono sette, con una vittoria.

### Stagioni 2009-2010
Il 10 gennaio 2009 colse un altro successo in slalom gigante sulla Chuenisbärgli e il 13 febbraio si aggiudicò la medaglia d'argento nello slalom gigante vinto dallo svizzero Carlo Janka ai Mondiali di Val-d'Isère, dove giunse anche 5º nel supergigante e non completò slalom speciale e supercombinata. In Coppa del Mondo, invece, era arrivato alle finali di Åre in piena corsa per la coppa di cristallo, ma perse il trofeo per soli due punti a favore di Svindal. Dopo la gara di slalom gigante, vinta da Raich, i due contendenti erano infatti a 1.007 contro 1.009 punti in attesa dell'ultima gara, lo slalom speciale. L'austriaco, partito col pettorale numero 1, uscì però durante la prima manche, consegnando così matematicamente la vittoria al norvegese, sulla carta sfavorito nella corsa al trofeo dalla gara tra i pali stretti. Con sei podi stagionali (quattro vittorie), Raich fu 2º anche nella classifica di slalom gigante, vinta dallo svizzero Didier Cuche con12 punti di vantaggio.
Alla sua terza partecipazione olimpica, Vancouver 2010, il miglior risultato nelle quattro gare disputate da Raich fu il 4º posto nello slalom speciale, a cinque centesimi dal tempo ottenuto dal vincitore della medaglia di bronzo, lo svedese André Myhrer. Fu inoltre 14º nel supergigante, 6º nello slalom gigante e 6º nella supercombinata. In Coppa del Mondo quell'anno, come nella stagione precedente, Raich contese la coppa di cristallo fino alle finali di Garmisch-Partenkirchen, e anche questa volta chiuse l'annata al 2º posto nella classifica generale vinta tuttavia da Janka con 106 punti di vantaggio. Lo sciatore tirolese si aggiudicò invece la Coppa del Mondo di combinata, superando Janka di 30 punti; i suoi podi stagionali furono cinque, con una vittoria.

### Stagioni 2011-2015
Nel 2011 vinse la medaglia d'argento iridata nella gara a squadre ai Mondiali di Garmisch-Partenkirchen, dove fu anche 5º nel supergigante e 4º nella supercombinata, ma nella prima manche della gara a squadre si procurò una lesione parziale del legamento crociato con frattura del menisco e lesione alle cartilagini del piatto tibiale della gamba sinistra. Riprese a gareggiare nella stagione successiva, durante la quale ottenne piazzamenti di rilievo nelle specialità veloci: infatti conquistò il suo unico successo in supergigante, nonché ultima vittoria in Coppa del Mondo, sulle nevi di Crans-Montana, e realizzò il miglior risultato di carriera in discesa libera: 5º nella gara di Schladming che chiudeva il calendario della specialità.
Nei suoi ultimi anni di carriera Raich partecipò ai Mondiali di Schladming 2013 (9º nello slalom gigante, 13º nello slalom speciale mentre non terminò la supercombinata), ai XXII Giochi olimpici invernali di Soči 2014 (7° nello slalom gigante, non concluse lo slalom speciale) e ai Mondiali di Vail/Beaver Creek 2015 (non completando né lo slalom gigante né lo slalom speciale). Il 1º marzo 2015 ottenne a Garmisch Partenkirchen in slalom gigante il suo ultimo podio in Coppa del Mondo (3º). Il 25 aprile successivo sposò la fidanzata Marlies Schild e nel mese di settembre dello stesso anno annunciò il ritiro dalle competizioni; la sua ultima gara in carriera rimase così lo slalom speciale di Coppa del Mondo disputato il 22 marzo a Méribel, chiuso da Raich al 19º posto.

## Palmarès

### Olimpiadi
- 4 medaglie:
  - 2 ori (slalom gigante, slalom speciale a Torino 2006)
  - 2 bronzi (slalom speciale, combinata a Salt Lake City 2002)

### Mondiali
- 10 medaglie:
  - 3 ori (slalom speciale, combinata a Bormio/Santa Caterina Valfurva 2005; gara a squadre a Åre 2007)
  - 6 argenti (slalom speciale a Sankt Anton am Arlberg 2001; slalom gigante, gara a squadre a Bormio/Santa Caterina Valfurva 2005; supercombinata a Åre 2007; slalom gigante a Val-d'Isère 2009; gara a squadre a Garmisch-Partenkirchen 2011)
  - 1 bronzo (supergigante a Bormio/Santa Caterina Valfurva 2005)

### Mondiali juniores
- 5 medaglie:
  - 5 ori (slalom speciale a Hoch-Ybrig 1996; slalom gigante a Schladming 1997; slalom gigante, slalom speciale, combinata a Monte Bianco 1998)

### Coppa del Mondo
- Vincitore della Coppa del Mondo nel 2006
- Vincitore della Coppa del Mondo di slalom gigante nel 2005 e nel 2006
- Vincitore della Coppa del Mondo di slalom speciale nel 2001, nel 2005 e nel 2007
- Vincitore della Coppa del Mondo di combinata nel 2010
- Vincitore della classifica di combinata nel 2005 e nel 2006[7]
- 92 podi:
  - 36 vittorie
  - 29 secondi posti
  - 27 terzi posti

#### Coppa del Mondo - vittorie
| Data             | Località             | Paese         | Specialità |
| ---------------- | -------------------- | ------------- | ---------- |
| 7 gennaio 1999   | Schladming           | Austria       | SL         |
| 10 gennaio 1999  | Flachau              | Austria       | GS         |
| 17 gennaio 1999  | Wengen               | Svizzera      | SL         |
| 26 febbraio 2000 | Yongpyong            | Corea del Sud | GS         |
| 18 marzo 2000    | Bormio               | Italia        | GS         |
| 14 gennaio 2001  | Wengen               | Svizzera      | SL         |
| 21 gennaio 2001  | Kitzbühel            | Austria       | SL         |
| 23 gennaio 2001  | Schladming           | Austria       | SL         |
| 11 marzo 2001    | Åre                  | Svezia        | SL         |
| 21 dicembre 2001 | Kranjska Gora        | Slovenia      | GS         |
| 3 gennaio 2004   | Flachau              | Austria       | GS         |
| 18 gennaio 2004  | Wengen               | Svizzera      | SL         |
| 27 gennaio 2004  | Schladming           | Austria       | SL         |
| 5 dicembre 2004  | Beaver Creek         | Stati Uniti   | SL         |
| 14 gennaio 2005  | Wengen               | Svizzera      | KB         |
| 26 febbraio 2005 | Kranjska Gora        | Slovenia      | GS         |
| 21 dicembre 2005 | Kranjska Gora        | Slovenia      | GS         |
| 7 gennaio 2006   | Adelboden            | Svizzera      | GS         |
| 13 gennaio 2006  | Wengen               | Svizzera      | SC         |
| 22 gennaio 2006  | Kitzbühel            | Austria       | KB         |
| 3 febbraio 2006  | Chamonix             | Francia       | SC         |
| 10 marzo 2006    | Shigakōgen           | Giappone      | SL         |
| 17 marzo 2006    | Åre                  | Svezia        | GS         |
| 12 novembre 2006 | Levi                 | Finlandia     | SL         |
| 6 gennaio 2007   | Adelboden            | Svizzera      | GS         |
| 30 gennaio 2007  | Schladming           | Austria       | SL         |
| 3 marzo 2007     | Kranjska Gora        | Slovenia      | GS         |
| 9 marzo 2007     | Lilehammer Kvitfjell | Norvegia      | SC         |
| 18 marzo 2007    | Lenzerheide          | Svizzera      | SL         |
| 9 dicembre 2007  | Bad Kleinkirchheim   | Austria       | SL         |
| 7 dicembre 2008  | Beaver Creek         | Stati Uniti   | GS         |
| 12 dicembre 2008 | Val-d'Isère          | Francia       | SC         |
| 10 gennaio 2009  | Adelboden            | Svizzera      | GS         |
| 13 marzo 2009    | Åre                  | Svezia        | GS         |
| 11 dicembre 2009 | Val-d'Isère          | Francia       | SC         |
| 25 febbraio 2012 | Crans-Montana        | Svizzera      | SG         |

Legenda:

SG = supergigante

GS = slalom gigante

SL = slalom speciale

KB = combinata

SC = supercombinata

#### Coppa del Mondo - gare a squadre
- 2 podi:
  - 1 vittoria
  - 1 terzo posto

### Coppa Europa
- Vincitore della Coppa Europa nel 1998
- Vincitore della classifica di slalom gigante nel 1998
- Vincitore della classifica di slalom speciale nel 1998
- 18 podi:
  - 9 vittorie
  - 4 secondi posti
  - 5 terzi posti

#### Coppa Europa - vittorie
| Data             | Località      | Paese    | Specialità |
| ---------------- | ------------- | -------- | ---------- |
| 8 dicembre 1997  | Valloire      | Francia  | GS         |
| 9 dicembre 1997  | Valloire      | Francia  | GS         |
| 13 dicembre 1997 | Obereggen     | Italia   | SL         |
| 22 dicembre 1997 | Kreischberg   | Austria  | GS         |
| 5 gennaio 1998   | Kranjska Gora | Slovenia | GS         |
| 10 febbraio 1998 | Sankt Moritz  | Svizzera | GS         |
| 11 febbraio 1998 | Sankt Moritz  | Svizzera | SL         |
| 11 marzo 1998    | Bardonecchia  | Italia   | GS         |
| 7 dicembre 1998  | Valloire      | Francia  | GS         |

Legenda:

GS = slalom gigante

SL = slalom speciale

### Nor-Am Cup
- Miglior piazzamento in classifica generale: 36º nel 1999
- 3 podi:
  - 1 vittoria
  - 2 secondi posti

#### Nor-Am Cup - vittorie
| Data             | Località     | Paese       | Specialità |
| ---------------- | ------------ | ----------- | ---------- |
| 14 novembre 1999 | Breckenridge | Stati Uniti | SL         |

Legenda:

SL = slalom speciale

### Campionati austriaci
- 4 medaglie[8]:
  - 1 oro (slalom gigante nel 2000)
  - 1 argento (slalom gigante nel 1999)
  - 2 bronzi (supergigante nel 2000; slalom gigante nel 2008)

### Campionati austriaci juniores
- 10 medaglie[8]:
  - 7 ori (supergigante, slalom speciale, combinata nel 1995; slalom speciale nel 1996; slalom gigante, slalom speciale, combinata nel 1997)
  - 2 argenti (slalom speciale nel 1994; combinata nel 1996)
  - 1 bronzo (supergigante, slalom gigante nel 1996)

## Statistiche

### Podi in Coppa del Mondo
| Stagione/Specialità | Supergigante | Supergigante | Supergigante | Slalom gigante | Slalom gigante | Slalom gigante | Slalom speciale | Slalom speciale | Slalom speciale | Combinata | Combinata | Combinata | Podi totali |
| ------------------- | ------------ | ------------ | ------------ | -------------- | -------------- | -------------- | --------------- | --------------- | --------------- | --------- | --------- | --------- | ----------- |
| Stagione/Specialità | 1º           | 2º           | 3º           | 1º             | 2º             | 3º             | 1º              | 2º              | 3º              | 1º        | 2º        | 3º        | Podi totali |
| 1996                |              |              |              |                |                |                |                 |                 |                 |           |           |           | 0           |
| 1997                |              |              |              |                |                |                |                 |                 |                 |           |           |           | 0           |
| 1998                |              |              |              |                |                |                |                 |                 |                 |           |           |           | 0           |
| 1999                |              |              |              | 1              |                | 1              | 2               |                 | 1               |           |           |           | 5           |
| 2000                |              |              |              | 2              |                | 1              |                 | 3               | 1               |           |           |           | 7           |
| 2001                |              |              |              |                | 1              | 2              | 4               |                 | 1               |           |           |           | 8           |
| 2002                |              |              |              | 1              | 2              |                |                 |                 |                 |           |           |           | 3           |
| 2003                |              |              |              |                | 1              | 1              |                 | 1               | 2               |           |           |           | 5           |
| 2004                |              |              |              | 1              |                |                | 2               |                 | 1               |           | 2         |           | 6           |
| 2005                |              |              | 1            | 1              | 1              | 2              | 1               | 2               | 2               | 1         |           |           | 11          |
| 2006                |              | 1            |              | 3              |                |                | 1               | 1               | 3               | 3         |           |           | 12          |
| 2007                |              | 1            |              | 2              |                |                | 3               | 2               | 1               | 1         |           |           | 10          |
| 2008                |              | 1            |              |                | 2              | 1              | 1               | 1               |                 |           | 1         |           | 7           |
| 2009                |              |              |              | 3              |                | 1              |                 |                 | 1               | 1         |           |           | 6           |
| 2010                |              | 1            |              |                | 1              | 1              |                 |                 |                 | 1         |           | 1         | 5           |
| 2011                |              | 1            |              |                |                |                |                 | 1               |                 |           |           |           | 2           |
| 2012                | 1            |              | 1            |                | 1              |                |                 |                 |                 |           |           |           | 3           |
| 2013                |              |              |              |                |                |                |                 |                 |                 |           |           |           | 0           |
| 2014                |              |              |              |                | 1              |                |                 |                 |                 |           |           |           | 1           |
| 2015                |              |              |              |                |                | 1              |                 |                 |                 |           |           |           | 1           |
| Totale              | 1            | 5            | 2            | 14             | 10             | 11             | 14              | 11              | 13              | 7         | 3         | 1         | 92          |
| Totale              | 8            | 8            | 8            | 35             | 35             | 35             | 38              | 38              | 38              | 11        | 11        | 11        | 92          |